# Iridopsis
Iridopsis is een geslacht van vlinders van de familie spanners (Geometridae), uit de onderfamilie Ennominae.

## Soorten
- I. abjectaria Herrich-Schäffer, 1870
- I. acieifera Prout, 1932
- I. aglauros Schaus, 1912
- I. albescens Prout, 1910
- I. alternata Warren, 1904
- I. anaisaria Oberthür, 1883
- I. appetens Prout, 1932
- I. aviceps Prout, 1932
- I. bolinaria Guenée, 1858
- I. brittonae Prout, 1932
- I. cinerascens Dognin, 1911
- I. commixtata Dognin, 1904
- I. chalcea Oberthür, 1883
- I. divisata Warren, 1905
- I. emasculatum Dyar, 1903
- I. eupepla Warren, 1906
- I. eutiches Prout, 1932
- I. evolata Debauche, 1937
- I. fulvitincta Warren, 1897
- I. fuscolimbaria Snellen, 1874
- I. gaujoni Prout, 1934
- I. grisescens Warren, 1905
- I. haploancala Prout, 1932
- I. huambaria Oberthür, 1883
- I. hypsinephes Prout, 1932
- I. idonearia Walker, 1860
- I. inflexaria Walker, 1860
- I. invenusta Warren, 1906
- I. jurgina Dognin, 1895
- I. larvaria Guenée, 1858
- I. leucochitonia Prout, 1934
- I. litharia Guenée, 1858
- I. luciaria Schaus, 1897
- I. mastistes Prout, 1934
- I. mossi Prout, 1932
- I. muscinaria Snellen, 1874
- I. nephotessares Prout, 1910

- I. nigraria Jones, 1921
- I. oberthuri Prout, 1932
- I. obliquata Dognin, 1904
- I. pandrosos Schaus, 1912
- I. panopla Prout, 1932
- I. piperata Dognin, 1906
- I. rectura Dognin, 1904
- I. rufisparsa Warren, 1906
- I. rupertata Felder, 1875
- I. salmonearia Oberthür, 1883
- I. sapulena Schaus, 1897
- I. scolancala Prout, 1932
- I. schistacea Warren, 1904
- I. schreiteri Prout, 1934
- I. silia Prout, 1931
- I. striata Warren, 1904
- I. subferraria Walker, 1860
- I. submarginata Warren, 1907
- I. subnigrata Warren, 1905
- I. syrniaria Guenée, 1857
- I. tanymetra Prout, 1932
- I. transvisata Warren, 1906
- I. ustifumosa Warren, 1897
- I. validaria Guenée, 1858
- I. vicaria Walker, 1860